# Amstrad PCW

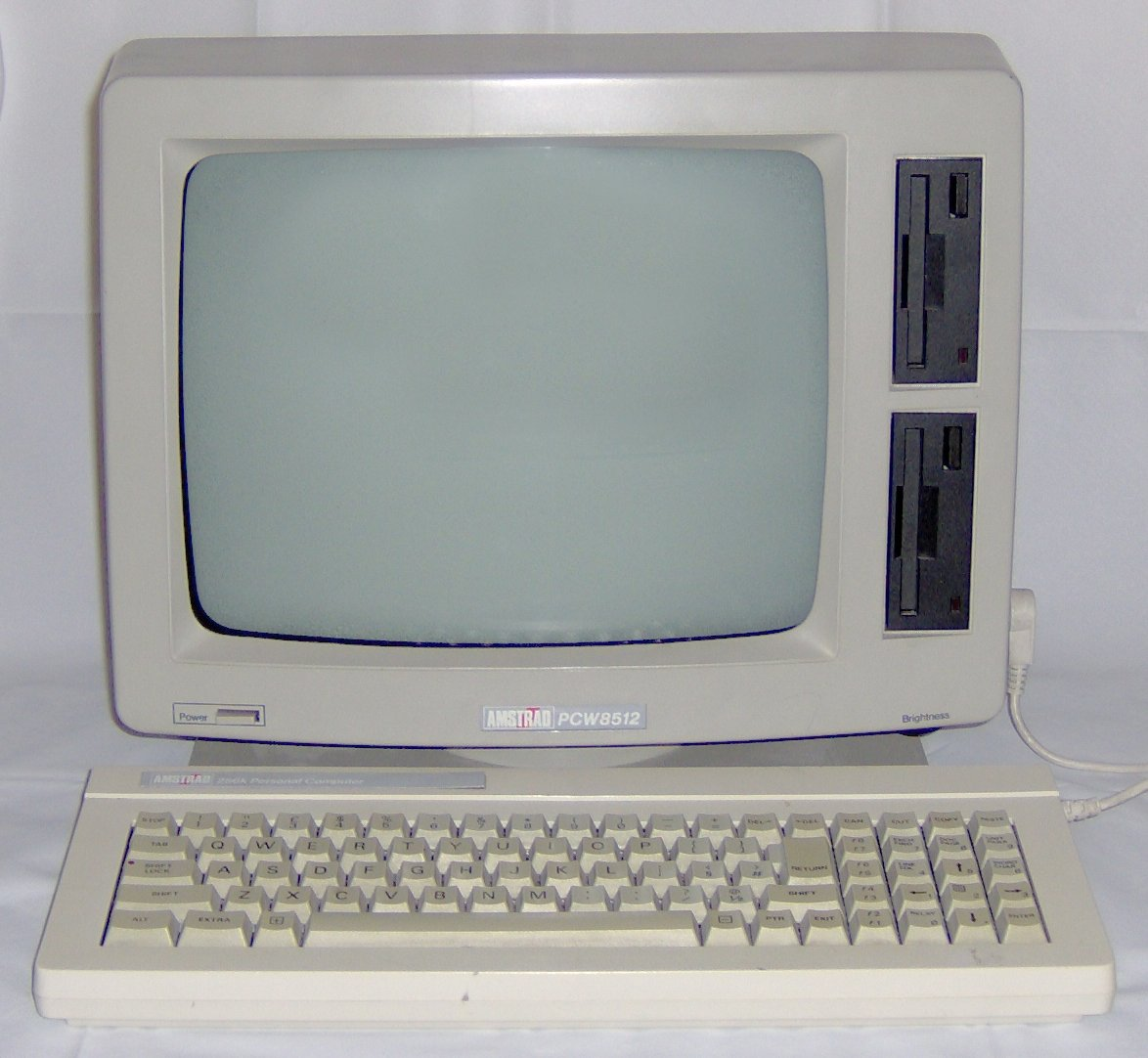
Amstrad PCW 8512.

La gama Amstrad PCW (Personal Computer Word processor) de ordenadores fue creada por la compañía británica Amstrad, que la lanzó en 1985

## Historia

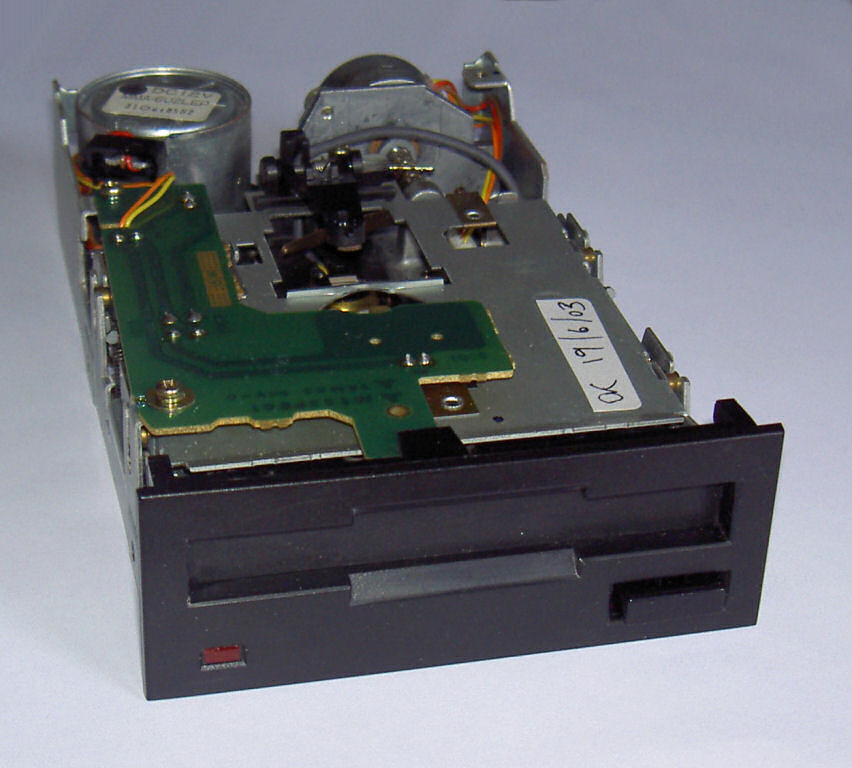
Unidad de 3 pulgadas común en los equipos Amstrad

Siguiendo la costumbre de Amstrad, se le adjudicó en desarrollo el nombre en clave Joyce (que hacía referencia a la secretaria de Alan Sugar, fundador de Amstrad). Este nombre fue usado comercialmente por Schneider en Alemania para designar a los dos modelos que fabricó bajo licencia (Schneider Joyce y Schneider Joyce Plus), y es empleado generalmente como segundo nombre de la gama. Su uso está muy generalizado en emuladores, páginas web y clubs de usuarios.
La idea se le ocurrió a Sugar durante un viaje en avión de Japón a Hong Kong en julio de 1984, que envía un fax urgente con las líneas a su central. El proyecto inicial comprendía un monitor en formato DIN A4 y 80 columnas, sin color ni sonido, con la impresora integrada en el mismo al igual que las unidades de disco, y todo el soft en ROM, para que fuera enchufar y listo, siguiendo la filosofía de la casa. Se encargó su desarrollo al mismo equipo de empresas (MEJ y Locomotive Software) que se hizo cargo del de los Amstrad CPC. 
Estos comienzan por descartar la impresora integrada debido a los problemas de interferencias, eliminan la interfaz Centronics opcional (para economizar en el coste de una CPU + RAM en la impresora) y descartan el soft en ROM por los problemas adicionales de localización y actualización que hubiera creado. El monitor A4 se abandona pero en su lugar se usa uno capaz de 90x32 líneas de texto (720x256 pixeles) en fósforo verde. Se opta por un Zilog Z80 a 4 MHz porque es 10 veces más económico que un Intel 80286, es bien conocido, y al no estar sujeto a estándares se puede hacer un diseño compacto (la placa del Amstrad PCW 8256 tiene 17 chips, de los que 8 son de memoria, uno es el controlador de disquete NEC D765 y otro la CPU). Para economizar más en los gastos, se diseña un nuevo protocolo de control de impresora de bajo nivel, que permite situar en la placa madre la mayoría de circuitos junto con la fuente de alimentación de todo el sistema. Así en la impresora en sí solo se sitúan los componentes electromecánicos y las señales de control del motor y las agujas de la impresora se realizan por un pequeño microcontrolador en la placa del PCW (con lo que la impresora no puede ser usada por otro equipo). Para permitir su ampliación se ponen todas las señales en un bus de ampliación.
Los 128 KB iniciales pueden ampliarse a 256 gracias a una bajada en el coste de la memoria (se han comenzado a fabricar masivamente los clónicos y el NEC 41256 es utilizado en todos ellos) y se provisionan 8 zócalos para una sencilla ampliación. Aunque el Z80 solo puede direccionar 64 KB, se utilizan técnicas de conmutación de bancos de memoria que dividen la memoria en bloques de 16 KB de los que 4 están siempre disponibles. Se elige por ello como sistema operativo el CP/M 3.1 (que soporta esta técnica) lo que le abre una vasta biblioteca de programas, sobre todo de gestión. Quizá por la amplia cantidad de soft ya disponible en disco de 3 pulgadas se opta por conservarlo en las dos primeras generaciones. Así en un solo disco se entrega por una cara el CP/M junto con el potente Mallard BASIC y la implementación de Digital Research del Lenguaje de programación Logo (creado por Seymour Papert), y por la otra el responsable en un 50% del éxito del PCW : el procesador de textos LocoScript. Este último tiene la particularidad de no necesitar sistema operativo.
En el PCW original se ha eliminado la ROM. Al encenderse o provocarse un RESET, el Z80 le pasa el control al microcontrolador encargado de la impresora (que está conectado a su bus de datos) enviándole instrucciones que permitan que todo comience a funcionar. Este código tuvo que ser muy pequeño para caber en la ROM limitada del microcontrolador, y por ello no tiene ningún código de generación de caracteres; por eso los Amstrad PCW no exhiben texto para indicar la carga de soft desde el disquete, sino que muestran una pantalla brillante que se llena progresivamente de rayas negras mientras que se carga el código.
Aunque la pantalla del PCW nunca se concibió para videojuegos, varios de ellos fueron portados, entre ellos Batman, Head Over Heels, y Bounder. La pantalla del PCW, con 720 x 256 en modo bitmap, ocupa 23 KB de RAM, lo que hace del scroll por software algo muy lento para una manipulación fluida del texto. Para mejorar la situación el PCW implementa roller RAM, con un área de 512 bytes de RAM para almacenar la dirección de cada línea de la pantalla, lo que permite un scroll muy rápido. También almacena los datos en un orden especial diseñado para que al dibujar un carácter de ocho scanlines de alto sean ocho direcciones contiguas. Esto permite utilizar instrucciones muy rápidas de copia de datos del Z80, como LDIR. Por desgracia, esto hace que dibujar líneas y otras capas sea algo muy complicado.
Aparte de los cambios en la unidad de disquete, el color del monitor o el añadido de puerto paralelo (y su soporte por soft), no se producen cambios sustanciales en la gama hasta que aparece el PcW16, que no comparte nada del hard (ni del soft) con el resto de la gama y de hecho puede considerarse una máquina totalmente diferente.

## Modelos de PCW
- Amstrad PCW 8256 / Schneider Joyce (1985) traía 256 kilobytes de RAM y una unidad de disquete de 3 pulgadas de simple cara (180 KB) montados en la carcasa del monitor de fósforo verde con una impresora NLQ de 9 agujas controlada directamente por el ordenador, que se podía acoplar al teclado dando el aspecto de una máquina de escribir.
- Amstrad PCW 8512 / Schneider Joyce Plus (1985) como el anterior pero con 512 kilobytes de RAM y una segunda unidad de 3 pulgadas doble Doble Densidad y 80 pistas (720 KB como una unidad de 3,5 pulgadas)
- Amstrad PCW 9512 (1987) viene con una nueva carcasa y diseño del teclado, un monitor monocromo paper white, una unidad de 3 pulgadas de doble cara y 720 KB, un puerto paralelo y, lo más notable, una nueva versión de LocoScript y una impresora de margarita en lugar de la impresora de agujas. Soporta cualquier impresora compatible Epson
- Amstrad PcW9256 (1991) carcasa similar al PCW9512, pero con solo 256 KB de RAM, una unidad de 3,5 pulgadas Doble Densidad, sin puerto paralelo y con la impresora de agujas de los 8256 en una nueva carcasa a juego (el conector parece ser el mismo de los Schneider Joyce alemanes), que puede situarse sobre el monitor para economizar espacio.
- Amstrad PcW9512+ (1991) básicamente un 9512 al que se añade un disco de 3,5 y se le retira el bus de expansión (llamado por eso 9512 minus). En opción una impresora Canon Bubblejet en lugar de la de margarita.
- Amstrad PcW10 (1993) un 9256 con 512 KB de RAM y puerto paralelo.
- Amstrad PcW16 o Anne (1996) último de la gama y que supone un cambio radical. El Zilog Z80 se mantiene, pero a 16 MHz, la memoria es de 1024 KB (ampliables a 2048), la unidad de floppy pasa a ser de 3,5 HD (1,44 MB, con formato compatible MS-DOS, pero capaz de leer los formatos anteriores), en lugar de CP/M trae Rosanne, una interfaz gráfica de usuario escrita por Creative Technology, que se almacena junto con sus programas en 1024 KB de Flash RAM. Trae de serie un teclado compatible PS/2 y un mouse serial (pueden sustituirse por cualquiera de PC). No puede correr el soft de equipos anteriores, pero mediante ZP/M puede ejecutarlos, excepto LocoScript y algunos juegos. No trae impresora de serie pero soporta cualquiera compatible Hewlett Packard PCL Level 5, Epson LQ, Canon BJ e IBM X24E y una serie de modelos concretos.

## Impacto en el mercado
La gama PCW tiene un éxito extremo en adueñarse de un nicho de mercado. Estos ordenadores no se comercializaron como equipos de propósito general, sino como procesadores de texto. No eran rival para un PC o un Commodore Amiga; pero frente a una máquina de escribir, aunque fuera una moderna IBM Selectric o los caros equipos con pantalla dedicada de Olivetti ganaban por goleada. La pantalla del PCW mostraba 32 líneas de 90 caracteres cada (256 líneas de 720 pixeles), lo que superaba ampliamente los 80×25 habituales. Además su capacidad de imprimir un documento mientras se procesaba otro, todo ello sin tener que saber una coma de informática, hizo que una generación de escritores (particularmente secretarias) se iniciaran en el manejo de un ordenador (no olvidemos que era un sistema compatible CP/M capaz de manejar hojas de cálculo o llevar la contabilidad), al que nunca se hubieran sentido motivados de utilizar de otra forma.
En España muchas empresas mantuvieron equipos PCW hasta que el efecto 2000 y la implantación del Euro forzaron la renovación del parque informático.[cita requerida]

## Emuladores
- JOYCE Archivado el 24 de septiembre de 2006 en Wayback Machine. Emulador de PCW 8256/8512 para Windows / Unix
- Joyce para Mac de Richard F. Bannister.
- CP/M Box Emulador de PCW para Windows, de Habisoft
- ZEsarUX Multi emulador de máquinas de 8 bits, entre ellos el PCW 8256/8512, para Linux, Mac y Windows, de César Hernández Bañó